# Pachylembia taxcoensis
Pachylembia taxcoensis är en insektsart som beskrevs av Ross 1984. Pachylembia taxcoensis ingår i släktet Pachylembia och familjen Archembiidae. Inga underarter finns listade i Catalogue of Life.